# Graham Bell (Skirennläufer)
Graham Bell (* 4. Januar 1966 in Akrotiri, Zypern) ist ein ehemaliger britischer Skirennläufer. Wie sein älterer Bruder Martin war auch Graham Abfahrtsspezialist.

## Karriere
1984 wurde Bell Vize-Juniorenweltmeister in der Abfahrt. Von Anfang der 1980er bis 1998 war er im Weltcup aktiv und erreichte einige Platzierungen in den Punkterängen (Top 15 bzw. ab 1992 Top 30). Sein bestes Weltcup-Einzelergebnis war dabei ein 10. Platz bei der Abfahrt von Leukerbad 1988. Weiter nahm er an mehreren Weltmeisterschaften und fünfmal an Olympischen Spielen teil (Sarajevo 1984, Calgary 1988, Albertville 1992, Lillehammer 1994 und Nagano 1998).
Nach seiner aktiven Karriere wurde Graham Bell Sportkommentator bei Fernsehsendern wie BBC und ITV. Gegenwärtig präsentiert er zusammen mit Ed Leigh die Sendung Ski Sunday auf BBC TWO.

## Privates
Sein älterer Bruder Martin Bell war er ebenfalls als Skirennläufer aktiv. Auch seine Nichte Reece Bell ist als Skirennläuferin aktiv.

## Erfolge

### Olympische Winterspiele
- Sarajevo 1984: 32. Abfahrt
- Calgary 1988: 23. Abfahrt, 25. Super-G, DNF Riesenslalom
- Albertville 1992: 27. Kombination, 33. Abfahrt, 52. Super-G
- Lillehammer 1994: 26. Abfahrt, DNF Super-G
- Nagano 1998: 23. Abfahrt, 31. Super-G

### Weltmeisterschaften
- Morioka 1993: 32. Abfahrt
- Sierra Nevada 1996: 29. Kombination, 35. Super-G, 45. Abfahrt
- Sestriere 1997: 29. Abfahrt, 41. Super-G

### Weltcup
- Eine Platzierung unter den besten 10

### Juniorenweltmeisterschaften
- Auron 1982: 51. Abfahrt
- Sestriere 1983: 44. Abfahrt, 57. Riesenslalom
- Sugarloaf 1984: 2. Abfahrt, 10. Kombination, 21. Slalom, 41. Riesenslalom